# Prayagraj
Prayagraj (hindi: प्रयाग, urdu: الہ آبپریاگ Prayāg, også kendt som Allahabad og Illahabad) er en by i den indiske delstat Uttar Pradesh. Den er administrationsby for distriktet Prayagraj. Byen har 5.954.391 indbyggere. Byen fik sit navn af mogulkejseren Akbar i 1583, hvor ilāh (Allah) er det arabiske ord for "Gud" (i denne sammenhæng Din-i Ilahi, religionen som Akbar grundlagde), og ābād er persisk for "sted".
Tidligere hed byen Prayāga (sanskrit for "offersted"), og i hinduisk mytologi er byen stedet, hvor Brahma først blev ofret efter at have skabt verden.
Prayagraj er et af de fire steder, hvor Kumbh Mela-festivalen afholdes (de andre er Haridwar, Ujjain og Nasik). De hellige floder Ganges og Yamuna mødes ved en landtunge, som kaldes Sangam, og skal ifølge traditionen forenes med den mytiske flod Sarasvati til en hellig tre-enighed; Triveni.